# Cheiracanthium punctorium
Espèce
Synonymes
- Aranea punctoria Villers, 1789
- Aranea nutrix Walckenaer, 1802
- Drassus maxillosus Wider, 1834
- Cheiracanthium italicum Canestrini & Pavesi, 1868

Cheiracanthium punctorium, la chiracanthe nourrice est une espèce d'araignées aranéomorphes de la famille des Cheiracanthiidae. 

## Distribution
Cette espèce se rencontre de l'Europe à l'Asie centrale.

## Description
Les mâles mesurent de 7,5 à 12 mm et les femelles de 10 à 15 mm.

## Morsure
La morsure du mâle aux chélicères importantes est susceptible de percer la peau humaine et de provoquer une douleur similaire, voire plus forte qu'une piqûre de guêpe ainsi que des réactions de nausée, bien que, comme pour toutes envenimations, les symptômes peuvent très fortement différer selon les personnes.

## Galerie

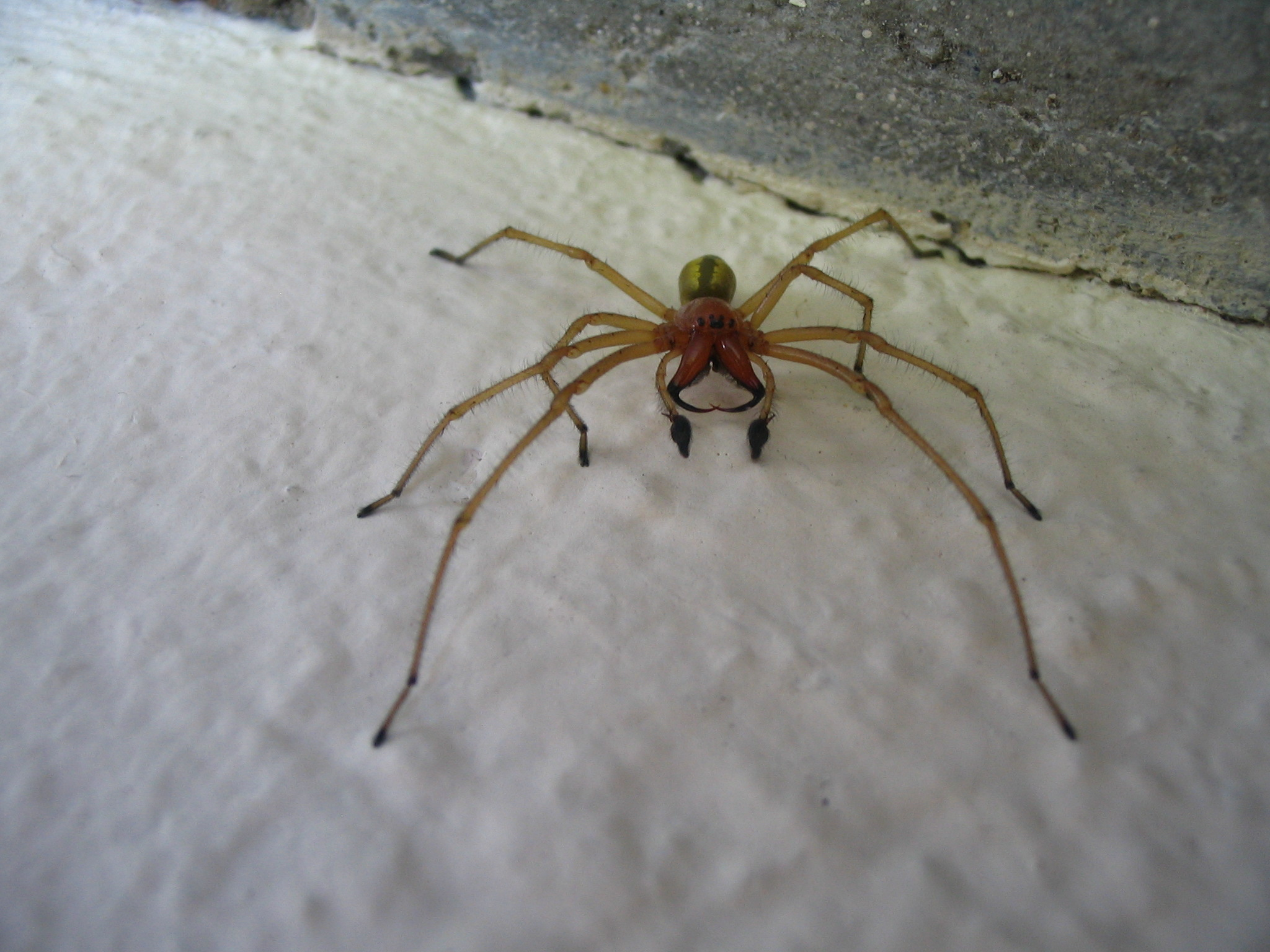
Mâle vue de face, avec ses 6 yeux et ses chélicères.
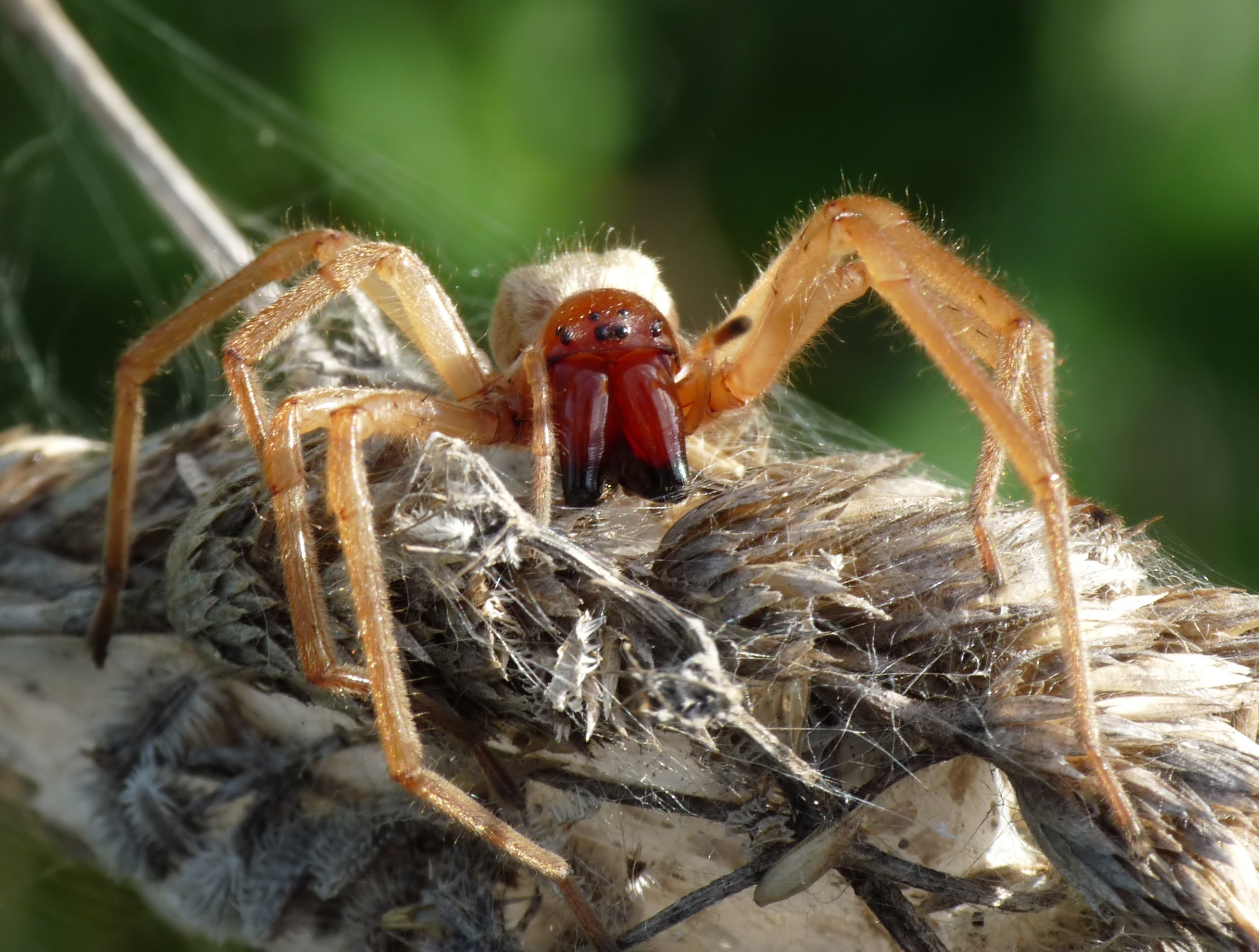
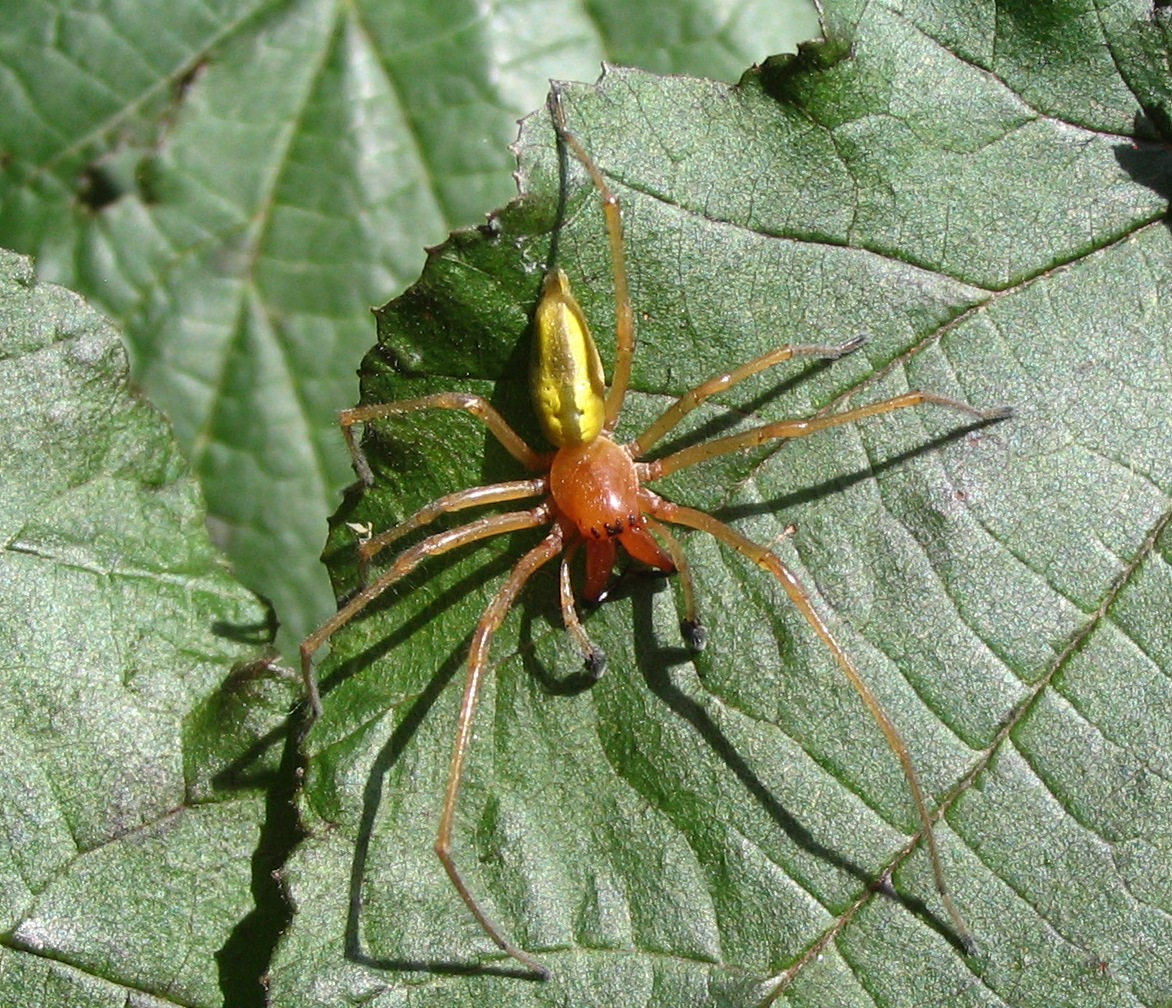
Cheiracanthium punctorium mâle

## Publication originale
- Villers, 1789 : Caroli Linnaei entomologia, faunae Suecicae descriptionibus aucta. Lugduni, vol. 4, p. 86-130.